# 云南角盘兰
云南角盘兰（学名：Herminium yunnanense）为兰科角盘兰属下的一个种，其种加词“yunnanense”意为“云南的”。产于云南西部横断山区。